# Psilopsiagon aurifrons
La catita frentidorada, catita serrana chica, o perico cordillerano (Psilopsiagon aurifrons) es una especie de ave psitaciforme de la familia de los loros (Psittacidae). Su longitud es 17-19 cm y su peso medio de 33,6 g. Su color dominante es el verde con una extensión variable de amarillo intenso en rostro y pecho, aunque la extensión de este color depende de la subespecie, pudiendo llegar a ser inexistente. La hembra es más verde y con menos brillo. Las rémiges o primarias son azules. Pico y patas de color claro. Ojos negros. La cola es larga.
Se encuentra en un área de unos 820.000 km² distribuida entre la región andina de los siguientes países: Argentina, Bolivia, Chile y Perú.
Sus hábitats naturales son: matorral tropical o subtropical y en menor medida paisajes transformados e incluso urbanos, siempre entre los 1000 y los 4500 m de altitud. BirdLife International considera que la extracción de ejemplares para su comercialización como mascotas influye significativamente en su tamaño poblacional. Es un ave sociable que tiende a formar pequeños bandos. Su vuelo es algo ondulado.

## Subespecies
Se reconocen cuatro subespecies:

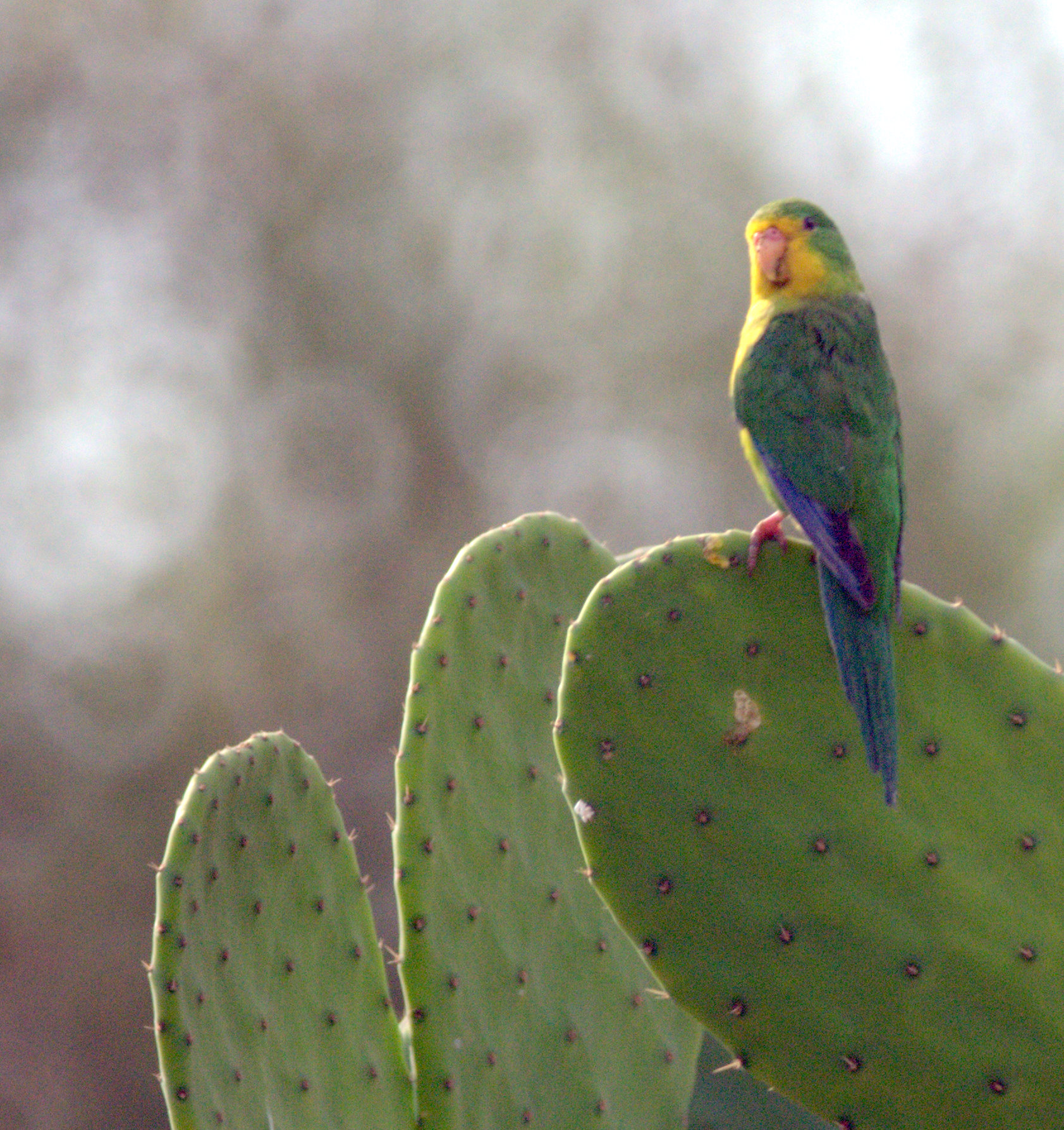
Macho de Psilopsiagon aurifrons aurifrons en Perú.

- P. a. aurifrons con dimorfismo sexual muy marcado. El macho tiene una máscara facial amarillo vivo que desciende visiblemente por el pecho;
- P. a. robertsi con máscara facial y amarilla que alcanza la garganta;
- P. a. margaritae con muy poco o nada de amarillo y muy poco dimorfismo sexual, recuerdan a las hembras de las subespecies anteriores. Las hembras a veces tienen el pico grisáceo;
- P. a. rubrirostris con máscara facial de color azul celeste, que puede extenderse visiblemente hacia el pecho, y no posee dimorfismo sexual.